# Саша Јанковић
Саша Јанковић (Лозница, 24. април 1970) српски је правник, бивши политичар и заштитник грађана Републике Србије (2007—2017). Оснивач је и први председник Покрета слободних грађана, као и један од оснивача опозиционе политичке коалиције Грађански блок 381. Био је кандидат за председника Србије на изборима 2017. године.

## Биографија
Саша Јанковић је рођен 24. априла 1970. године у Лозници. Дипломирао је на Правном факултету Универзитета у Београду 1996. године. На Факултету политичких наука завршио је 2005. године специјалистичке студије безбедности и стекао звање специјалисте за националну и глобалну безбедност.
Од 1994. до 1997. био је новинар у агенцији Бета. Од 1997. до 2000. радио је као стручни сарадник у Министарству за омладину и спорт. Од 2000. до 2001. био је секретар Савезног министарства спорта, а од 2001. до 2003. помоћник Савезног секретара за спорт и омладину. Од 2003. до избора на функцију заштитника грађана 2007, био је национални правни саветник у Одељењу за демократизацију Мисије ОЕБС-а у Београду.
На дужност Заштитника грађана Републике Србије, ступио је 23. јула 2007.
Народна скупштина Републике Србије изабрала га је 4. августа 2012. у другом, петогодишњем мандату за заштитника грађана. Први пут је изабран у јуну 2007.
У периоду од 2015. до 2017. године ОЕБС, Европска комисија и Амнести интернашонал су указивали на кампању од стране провладиних медија у Србији против заштитника грађана.
Говори енглески језик.

#### Председнички избори у Србији 2017.
У новембру 2016. године је 100 јавних личности, међу којима су књижевници, новинари, глумци и професори, потписало апел са позивом Саши Јанковићу да се на предстојећим изборима кандидује за председника Србије као нестраначки кандидат и позвали демократски оријентисане грађане и странке да подрже ту иницијативу. Јанковић је 7. фебруара, како би могао да се кандидује за председника, поднео оставку на функцију заштитника грађана након 10 година обављања функције и упућених препорука које су извршене у око 80% случајева.
Јанковићеву кандидатуру су подржале политичке партије Демократска странка, Нова странка, Социјалдемократска унија и Војвођанска партија, као и удружења, покрети и иницијативе Не да(ви)мо Београд, Локални фронт, Грађански став, Хрватски грађански савез, Подржи РТВ, АлтернАктива, Удружени покрет слободних станара (Ниш), Јесте СВЕјеДНО, Мађарски покрет, Зелена мрежа Војводине, Војвођански клуб, Савез антифашиста Војводине, Атеисти Србије, Грађанска платформа. Нови покрет (Нови Пазар).
Кошаркашки тренер Душан Ивковић и представници групе грађана „За Србију без страха” су 5. марта 2017. године предали РИК-у 17.866 потписа за званичну кандидатуру Јанковића за председника.
На изборима за председника Републике Србије одржаним 2. априла 2017. године, Саша Јанковић је заузео друго место освојивши 597.728 гласова, односно 16,36%. Према истраживањима ЦеСИД-а о демографској структури присталица председничких кандидата, за Јанковића су у нешто већој мери гласале жене (56%), а просечна старост бирача је била 45 година. Највећи удео (59%) су чинили високообразовани грађани.

## Каснија каријера и повлачење из политике
Саша Јанковић је 21. маја 2017. са групом јавних личности основао покрет Слободни грађани Србије. Истог дана, на оснивачкој скупштини, изабран је за председника покрета. Након што покрет није могао да се региструје под тим именом, јер је име било заузето, покрет је преименован и регистрован под називом Покрет слободних грађана.
У августу 2018. године, ПСГ је постао један од оснивача Грађанског блока 381, чији је председник Јанковић одмах постао.
Услед великог притиска опозиционог јавног мњења, поднео је оставке на све страначке функције и повукао се из политике већ 17. децембра исте године, наводећи да остаје редован члан свог покрета.
Ипак, један дан по избору наредног председника ПСГ-а, Сергеја Трифуновића, Јанковић је напустио сопствени покрет 27. јануара 2019. године.
У септембру 2021. изјавио је да су му амбасадори, политички стратези и квазипријатељи саветовали да се приближи Вучићу како би га срушио изнутра као и да нађе сараднике унутар СНС уколико неће да сарађује са Вучићем.

## Одликовања и признања
| Награда или одликовање | Награда или одликовање              | земља     | датум           | место   |
| ---------------------- | ----------------------------------- | --------- | --------------- | ------- |
|                        | Национални орден за заслуге 5. реда | Француска | 23. април 2015. | Београд |

- Награда „Личност године” мисије ОЕБС-а у Србији (2011)[38]
- Награда „Прави мушкарац” Центра Е8 (2011)[39]
- Награда „Витез позива” организације „Лига експерата” (2015)[40]
- Награда за толеранцију Фондације „Плави Дунав” (2015)[41]
- Повеља за грађанску храброст „Драгољуб Стошић” (2015)[42]
- Награда „Личност године” часописа „Време”(2015)[43][44]
- Награда „Добар пример новог оптимизма” (2016)[45]